# Krvavé slunce
Krvavé slunce (anglicky Red Sun, francouzsky, alternativní názvy v češtině: Rivalové pod rudým sluncem a Rudé slunce) je filmový western natočený v roce 1971 s mezinárodním obsazením. V hlavních rolích se objevili americký představitel tvrdých mužů Charles Bronson, legenda japonských filmů Toširó Mifune, francouzský herec Alain Delon a švýcarská herečka Ursula Andressová. Film byl natočen ve Španělsku britským režisérem Terencem Youngem.
Děj filmu se točí kolem snahy Mifuneho a Bronsonovy postavy vrátit ceremoniální samurajský meč ukradený Deloneho bandity na začátku filmu.
Obsazení Mifuneho a Bronsona znamenalo, že se na plátně objevili bok po boku představitelé jednoho ze Sedmi samurajů a jednoho ze Sedmi statečných.